# Costa Norte (AVA)
El North Coast AVA es un Área Vitivinícola Americana en el estado de California que comprende regiones de vinos en seis condados localizado al norte de San Francisco: Lake, Marin, Mendocino, Napa, Sonoma y Solano. Esta gran denominación abarca más de 3,000,000 acres e incluye una serie de sub-denominaciones que todos comparten el rasgo común de la ecología al tener un clima afectado por la niebla y la brisa fresca del océano Pacífico.

## Condados
Debido a que los nombres de los condados de EE. UU. automáticamente califican como denominaciones de origen legales para el vino, las siguientes denominaciones no requieren inscripción en la Oficina de Comercio de Impuesto sobre Alcohol y Tabaco:
- Condado de Lake
- Condado de Marin
- Condado de Mendocino
- Condado de Napa
- Condado de Solano
- Condado de Sonoma

## Áreas Vitivinícolas Americanas (AVAs) registradas
Las siguientes Áreas Vitivinícolas Americanas están completamente dentro de los límites de la Costa Norte AVA:
| - Alexander Valley AVA - Anderson Valley AVA - Atlas Peak AVA - Benmore Valley AVA - Bennett Valley AVA - Chalk Hill AVA - Chiles Valley AVA - Clear Lake AVA - Cole Ranch AVA - Covelo AVA - Diamond Mountain District AVA - Dos Rios AVA - Dry Creek Valley AVA - Green Valley of Russian River Valley AVA - Guenoc Valley AVA | - High Valley AVA - Howell Mountain AVA - Knights Valley AVA - Los Carneros AVA - McDowell Valley AVA - Mendocino AVA - Mendocino Ridge AVA - Mt. Veeder AVA - Napa Valley AVA - Northern Sonoma AVA - Oak Knoll District of Napa Valley AVA - Oakville AVA - Potter Valley AVA - Red Hills Lake County AVA - Redwood Valley AVA | - Rockpile AVA - Russian River Valley AVA - Rutherford AVA - Solano County Green Valley AVA - Sonoma Coast AVA - Sonoma Mountain AVA - Sonoma Valley AVA - Spring Mountain District AVA - St. Helena AVA - Stags Leap District AVA - Suisun Valley AVA - Wild Horse Valley AVA - Yorkville Highlands AVA - Yountville AVA |